# Clarence Irving Lewis
Pour les articles homonymes, voir Lewis.
Clarence Irving Lewis est un philosophe et logicien pragmatiste américain, né le 12 avril 1883 à Stoneham et mort le 3 février 1964 à Cambridge (Massachusetts). Il a travaillé en logique, épistémologie et éthique. Son œuvre est une référence dans ces domaines. Il est le fondateur du conceptual pragmatism.

## Biographie
C. I. Lewis est né dans une famille modeste (son père travaillait dans une usine de chaussures). 
Il intègre Harvard et est contraint de travailler pour financer ses études. Il étudie la logique avec Josiah Royce et est diplômé en 1910. 
Il y enseigne par la suite, et fait un cours remarqué sur la Critique de la raison pure de Kant.
Il s'est marié avec Mabel Maxwell, et a eu deux enfants, David E. Lewis et Andrew K. Lewis.

## Travaux
C. I. Lewis a travaillé sur la logique modale et sur les notions de nécessité et de possibilité. Sa philosophie est proche de celle de John Dewey dans Expérience et Nature.
Lewis affirme que le choix d'un système logique ou philosophique doit se faire d'après un critère pragmatiste. Il développe un système de logique en opposition à celui de Bertrand Russell et Alfred North Whitehead dans les Principia Mathematica.
Lewis est visé par la critique que Sellars fait du « mythe du donné »[réf. nécessaire].
Il a influencé le philosophe Nelson Goodman, qui place sa propre démarche dans la continuité de celle de C. I. Lewis dans Manières de faire des mondes (Ways of Worldmaking, 1978). Goodman écrit dans son « Avant-Propos » : « je pense que ce livre appartient à ce courant majeur de la philosophie moderne qui commence lorsque Kant échange la structure du monde pour la structure de l'esprit, qui continue quand C. I. Lewis échange la structure de l'esprit [mind] pour la structure des concepts ». Goodman perçoit son propre travail comme l'échange de la structure des concepts pour la structure des symboles, qui permettent de construire la « diversité des mondes ».

## Œuvres
- (en) A Survey of Symbolic Logic, Dover, 1960 (1918).
- (en) Mind and the World‐Order, 1929.
- (en) An Analysis of Knowledge and Valuation, 1947.
- (en) The Ground and Nature of the Right, 1955.
- (en) Our Social Inheritance, 1957.